# Paulo de Carvalho

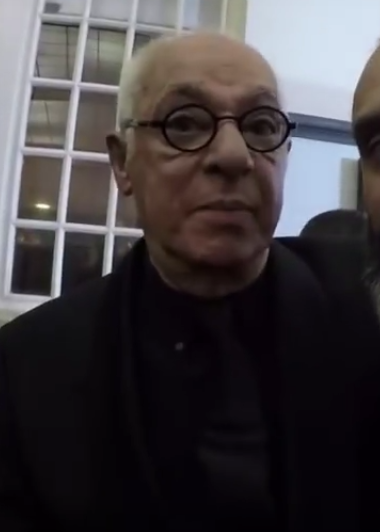
Paulo de Carvalho (2017)

Paulo de Carvalho (* 15. Mai 1947 in Lissabon) ist ein portugiesischer Sänger populärer Musik.

## Leben und Wirken
Paulo de Carvalho trug am 6. April 1974 sein Lied E Depois do Adeus (Und nach dem Abschied) beim Eurovision Song Contest 1974 vor (er erreichte Platz 14 – Sieger wurden ABBA). Achtzehn Tage später, am Vorabend des 25. April 1974, wurde das Lied im portugiesischen Rundfunk gespielt: Dies war, zusammen mit dem Lied Grândola, Vila Morena von José Afonso, das vereinbarte geheime Signal zum Sturz der salazaristischen Diktatur, bekannt geworden als Nelkenrevolution. 
Paulo de Carvalho ist in Portugal als Sänger seit den 1960er Jahren bekannt. Sein Stil orientierte sich anfangs an angloamerikanischer Popmusik (ab 1963 mit der Beat-Band Sheiks), nach 1974 an aktuellen portugiesischen Themen und Traditionen wie dem klassischen Fado, dem er sich seit den achtziger Jahren vorwiegend widmete. Einzelne Lieder nahm er mit Carlos do Carmo, Dulce Pontes und anderen auf.

## Diskografie
| Jahr | Titel                      | Höchstplatzierung, Gesamtwochen, AuszeichnungChartsChartplatzierungen (Jahr, Titel, Platzierungen, Wochen, Auszeichnungen, Anmerkungen) | Anmerkungen |
| Jahr | Titel                      | PT | Anmerkungen |
| ---- | -------------------------- | --- | ----------- |
| 2006 | Vida                       | PT2 Gold · (10 Wo.)PT |             |
| 2011 | Vivo – 50 anos de carreira | PT8 (7 Wo.)PT |             |
| 2017 | Duetos                     | PT1 Gold · (46 Wo.)PT |             |